# Barbodes hemictenus
Barbodes hemictenus là một loài cá vây tia thuộc họ Cyprinidae.
Loài này chỉ có ở Philippines.